# Закят
Закя́т (араб. زكاة‎, устар. زكوة‎ — изобилие, чистота, умножение, увеличение, возвышение) — один из пяти столпов ислама, обязательный ежегодный налог в исламском праве, выплачиваемый с различного вида доходов и имущества (движимого и недвижимого) всеми самостоятельными, свободными, дееспособными и взрослыми мусульманами в пользу нуждающихся единоверцев. Согласно шариату, его выплата означает, что полученные доходы и нажитое богатство не являются греховными. Точные размеры закята, как и то, на какие виды собственности он распространяется, являются предметом дискуссий среди знатоков мусульманского права.
Закят является важным социально-экономическим институтом, призванным утвердить в обществе принципы справедливости, и затрагивающий многие аспекты жизнедеятельности общества. Сегодня к услугам мусульман открыты благотворительные организации по сбору и распространению закята.
В теме закята важно знать и разделять два понятия: «закят» и «садака». Закят — обязательная милостыня, которую мусульмане выплачивают раз в году при определённых условиях. Садака — добровольная милостыня, которую человек выплачивает по собственному усмотрению и желанию в неограниченном количестве.

## Коран и сунна

### В Коране
Слово «закят» в том значении, которое оно имеет в современном исламе, встречается в аятах 7:156 (сура Аль-Араф), 9:60 (сура ат-Тауба), 19:31, 19:55 (сура Марьям), 21:73 (сура Аль-Анбия), 23:4 (сура Аль-Муминун), 27:3 (сура Ан-Намль), 30:39 (сура Ар-Рум), 31:4 (сура Лукман) и 41:7 (сура Фуссилят) и других. Закят считается частью обязательств мусульманина перед Богом. Мусульмане верят, что те, кто дает закят, могут ожидать награды от Бога в загробной жизни. Те же, кто пренебрегал выплатой закята без уважительной причины, впадают в немилость.Обязательность закята можно понять прочитав аят 2:177 из суры Аль-Бакара

Благочестие состоит не в том, чтобы вы обращали ваши лица на восток и запад. Но благочестив тот, кто уверовал в Аллаха, в Последний день, в ангелов, в Писание, в пророков, кто раздавал имущество, несмотря на свою любовь к нему, родственникам, сиротам, бедным, путникам и просящим, расходовал его на освобождение рабов, совершал намаз, выплачивал закят, соблюдал договора после их заключения, проявлял терпение в нужде, при болезни и во время сражения. Таковы те, которые правдивы. Таковы богобоязненные.
Оригинальный текст (ар.)لَّيْسَ الْبِرَّ أَن تُوَلُّوا وُجُوهَكُمْ قِبَلَ الْمَشْرِقِ وَالْمَغْرِبِ وَلَكِنَّ الْبِرَّ مَنْ آمَنَ بِاللَّهِ وَالْيَوْمِ الْآخِرِ وَالْمَلَائِكَةِ وَالْكِتَابِ وَالنَّبِيِّينَ وَآتَى الْمَالَ عَلَى حُبِّهِ ذَوِي الْقُرْبَى وَالْيَتَامَى وَالْمَسَاكِينَ وَابْنَ السَّبِيلِ وَالسَّائِلِينَ وَفِي الرِّقَابِ وَأَقَامَ الصَّلَاةَ وَآتَى الزَّكَاةَ وَالْمُوفُونَ بِعَهْدِهِمْ إِذَا عَاهَدُوا وَالصَّابِرِينَ فِي الْبَأْسَاءِ وَالضَّرَّاءِ وَحِينَ الْبَأْسِ أُولَئِكَ الَّذِينَ صَدَقُوا وَأُولَئِكَ هُمُ الْمُتَّقُونَ—  2:177 (Кулиев)
По мнению египетского богослова Юсуфа аль-Карадави, аят 9:5 (сура ат-Тауба) подразумевает, что закят является одним из трёх обязательных условий для язычников, чтобы стать мусульманами: «Если же они (многобожники) раскаются и станут совершать намаз и выплачивать закят, то отпустите их, ибо Аллах — Прощающий, Милосердный». 

### В хадисах
В каждом из наиболее авторитетных сборников хадисов есть книга, посвящённая закяту. В 24-й книге Сахих аль-Бухари, 12-й книге сахиха Муслима и 9-й книге Сунана Абу-Давуда обсуждаются различные аспекты закята, в том числе, кто должен платить, сколько и когда. Хадисы предостерегают тех, кто не платит закят. Согласно хадису, отказ платить закят или насмешка над теми, кто платит закят, является признаком религиозного лицемерия, и Бог не примет молитвы таких людей.

## Условия обязательности и действительности закята

#### Выплата закята становитсяобязательнойдля человека при наличии следующих условий
1. Ислам (закят обязателен только для мусульман).
2. Здравый ум (психическое здоровье является условием обязательности закята только у ханафитов).
3. Совершеннолетие по шариату (имущество детей не облагается закятом только у ханафитов).
4. Свобода (рабы не обязаны выплачивать закят).
5. Владение нисабом (полновластное обладание определенным количеством имущества после вычета долгов).
6. Прохождение года по исламскому календарю с момента начала обладанием нисабом (закят обязательно выплатить, если имущество превышает определенное количество спустя лунный год после появления нисаба)[15].

#### Выплаченный закят считается действительным при соблюдении нескольких условий
1. Ният (наличие намерения на выплату закята).
2. Темлик (передача материальных средств тому, кому предназначается закят).

В некоторых мазхабах могут присутствовать дополнительные условия.

## Категории имущества, с которого выплачивается закят
1. Ценности: золото, серебро, денежные единицы (в том числе наличные деньги, арендная плата, вклады в банках), акции:
  1. 2,5 % выплачивается, если золото достигло веса, равного 20 мискалям, а серебро — 200 дирхемов (иначе говоря, достигло 1 нисаба и хранилось в течение года по исламскому календарю);
  2. 2,5 % с денежных единиц (в том числе валюты и банковских вкладов) и 4 % акций (других ценных бумаг) при достижении ими стоимости, равной 1 нисаб по золоту или серебру, что приблизительно составляет 80—85 г золота или 560—595 г серебра (с учётом стоимости драгоценного металла на мировых рынках);
2. Скот: только с молочного, племенного и пастбищного, а его численность должна достигать облагаемого минимума. Например, со стада 5-9 голов верблюдов взимается одна овца; а облагаемый минимум овец — 40 голов, с которых также взимается одна овца;
3. Урожай: зерно и плоды.

Размер налога зависит от наличия ирригационных сооружений и способа обработки земли. Если земля обрабатывается и орошается искусственным образом с использованием механизмов, то выплачивается 1/20 собранного урожая, а в случае отсутствия искусственного орошения — 1/10;
1. Товары (имущество, предназначенное для продажи): закят в размере 2,5 % выплачивается с товаров, если их цена достигает размера 1 нисаб, установленного для золота, и со времени последней выплаты закята с такого имущества прошёл уже полный лунный год;
2. Имущество, добытое из земли, недр, морей и морского шельфа: так, с золота и серебра, извлекаемых из рудников, уплачивают 1/40 часть, а с найденного клада — 1/5 часть.

## Цели, на которые расходуется закят (8 категорий получателей)
Пожертвования предназначены для нищих и бедных, для тех, кто занимается их сбором и распределением, и для тех, чьи сердца хотят завоевать, для выкупа рабов, для должников, для расходов на пути Аллаха и для путников. Таково предписание Аллаха. Воистину, Аллах – Знающий, Мудрый.
1. Нищие — нуждающиеся люди, которые ничего не имеют.
2. Бедные — также нуждающиеся люди, однако их положение лучше, чем положение первых, то есть они не имеют достаточно (категория людей, не обладающих необходимым минимумом, с которого выплачивается закят).
3. Тем, кто занимается сбором закята, назначенные имамом или его заместителями для сбора, хранения, учёта или распределения закята.
4. Тем, чьи сердца хотят завоевать, — люди, веру которых хотят укрепить.
5. На выкуп рабов и пленников-мусульман для дарования им свободы.
6. Должники, которые взяли в долг для достижения целей, разрешённых шариатом, в том числе на личные расходы (необходимая одежда, лечение, строительство жилища и др.), и которые взяли в долг в интересах другого человека.
7. На дела во имя Аллаха — средства раздаются муджа́хидам, ведущим джихад, то есть идущим по пути Аллаха. В том числе людям, способствующим распространению ислама и истинных знаний о нём (фи сабилил-лях) и т. д.
8. Путники — «дети дорог» — люди, оставшиеся в чужой стране без средств к существованию.

## Условие получения закята
1. Отсутствие хашимитского происхождения.
2. Бедность (закят не выплачивается богатым — имеющим имущество в размере нисаба — и их несовершеннолетним детям).
3. Ислам (закят выплачивается мусульманам)[17].

Людям, которые не соответствуют хотя бы одному из условий или являются женой, предком или потомком выплачивающего закят, закят давать запрещено.  

## Современные фетвы о закяте
Комитет по фетвам «Аль-Азхара» в сентябре 2009 года разрешил выплату закята через интернет с помощью смарт-карт VISA, при условии гарантированного получения этих средств теми, кому они предназначаются в соответствии с канонами ислама. Разрешение касается неправительственных организаций, которые занимаются распределением благотворительной помощи нуждающимся. В России перечисление закята с помощью онлайн-платежей практикуют исламские благотворительные фонды «Солидарность» и «Закят» в Москве, а также благотворительный фонд «Закят» в Казани.